# 알러뷰 맨
《알러뷰 맨》(영어: I Love You, Man)은 2009년에 개봉한 미국의 브로맨스 코미디 영화이다. 존 햄버그가 연출과 공동 각본을 맡았다. 폴 러드가 다가오는 결혼식에서 신랑 들러리 대표를 맡아줄 남자를 찾고 있는, 동성 친구 없는 주인공 역으로 출연했다. 그러나 새로 사귄 친구(제이슨 시걸 분)는 주인공과 예비 신부(러시다 존스 분)의 관계에 무리를 준다.
영화는 2009년 3월 20일에 북미에서 극장 개봉하였으며, 대체로 긍정 평가를 받았다. 박스 오피스에서 《노잉》 뒤를 이어 2위에 올랐으며, 제작비 4,000만 달러 대비 수익 9,160만 달러를 벌어들이며 적절한 성과를 거뒀다.
이 영화는 《사고친 후에》(2007), 《사랑이 어떻게 변하니?》(2008)에 이은 폴 러드와 제이슨 시걸의 세 번째 협업작이기도 하다.

## 줄거리
로스앤젤레스 부동산 중개업자 피터는 여자친구 조이에게 청혼해 승낙을 받아낸다. 여자인 친구들만 있고 동성 친구가 없는 피터는 신랑 들러리 대표(best man)를 구하기 위해 여러 남성들에게 접근해 친해지려고 애써보지만 아무 소득이 없다.
포기하고 있던 피터는 루 퍼리그노의 저택을 팔려고 잠재 고객들에게 내부 구경을 시켜주는 과정에서 투자가 시드니를 만난다. 두 사람은 록 밴드 러시 팬이라는 공통 분모를 통해 친구가 된다.
함께 턱시도를 사러 간 시드니는 피터에게 왜 조이와 결혼하냐고 물어본 뒤 8천 달러를 빌려달라고 부탁한다. 피터는 돈을 빌려주면서 시드니에게 신랑 들러리 대표가 되어달라고 요청한다.
후에 피터는 생각없이 우리가 왜 결혼하냐고 조이에게 묻고 조이는 상처를 받는다. 이어 피터는 시드니가 자신이 빌려준 8천 달러로 옥외 광고판을 잔뜩 대여하고 피터 자신의 부동산업을 대신 홍보했다는 걸 알게 된다. 그러나 광고에 게시된 자신의 사진이 전부 당혹스러운 모습으로 편집돼있자 피터는 시드니가 자신에게 망신을 줬다고 생각해 분노한다. 피터는 시드니와 절교하고 조이와 화해한다.
이후 광고 덕에 피터는 많은 고객을 모집하고 동료가 가로챘던 루 퍼리그노 저택 판매 중개 독점권까지 되찾는다. 피터는 마음 한구석에 불편한 기분을 느낀다. 하지만 여전히 시드니를 결혼식에 초대하지 않은 채로 남동생 로비, 아버지 오즈월드, 루 퍼리그노 등으로 신랑 들러리를 구성하는데...

## 출연
- 폴 러드 - 피터 클레이븐 역
- 제이슨 시걸 - 시드니 파이프 역
- 러시다 존스 - 조이 라이스 역

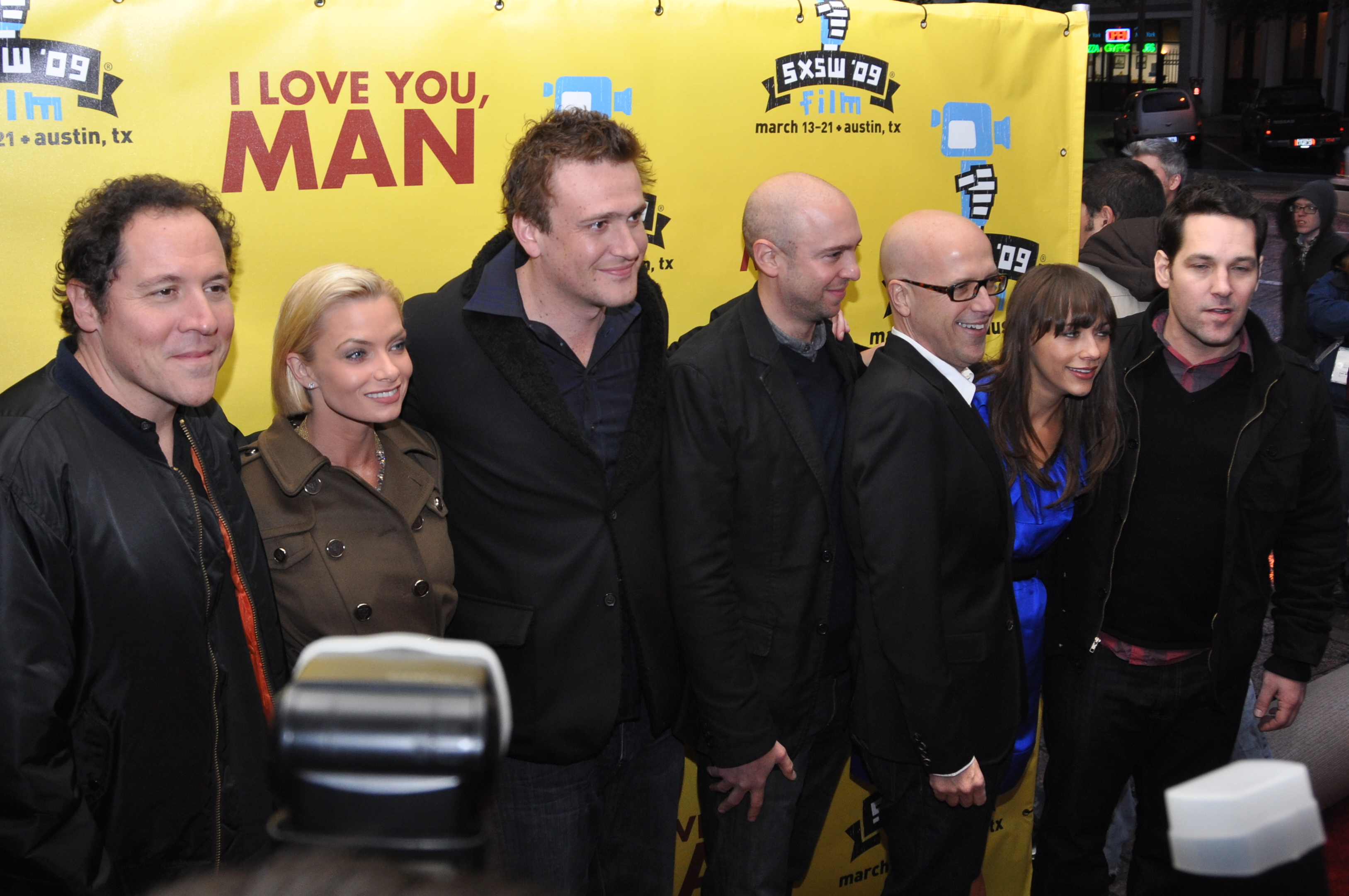
2009년 3월 텍사스주 오스틴에서 열린 시사회에서 존 패브로, 제이미 프레슬리, 제이슨 시걸, 존 햄버그, 래리 레빈, 러시다 존스, 폴 러드.

- 앤디 샘버그 - 로비 클레이븐, 남동생, 게이 역
- 조시 쿡 - 앨런, 로비의 남자친구 역
- J. K. 시먼스 - 오즈월드 클레이븐 역
- 제인 커틴 - 조이스 클레번 역
- 제이미 프레슬리 - 데니즈 매클레인, 조이의 친구 역
- 존 패브로 - 배리 매클레인, 데니즈의 남편 역
- 세라 번스 - 헤일리 역
- 루 퍼리그노 - 본인 역
- 롭 휴블 - 테빈 다우니 역
- 아지즈 안사리 - 유진 역
- 닉 크롤 - 래리 역
- 매더 지컬 - 길 역
- 토머스 레넌 - 더그 에번스 역
- 머리 거셴츠 - 멜 역
- 조 로트룰리오 - 로니 역
- 제이 챈드러세이카 - 배리 친구 역
- 데이비드 크럼홀츠 - 시드니 친구 역
- 칼라 갤로 - 조이 친구 역
- 래리 윌모어 - 성직자 역
- 러시 (게디 리, 앨릭스 라이프슨, 닐 피어트) - 본인 역
- 오케이 고 - 웨딩 밴드 "테이스츠 라이크 치킨" 역
- 데이비드 웨인 - 결혼식 사진사 역